# Мюллер, Йозеф (редактор)
Йозеф Мюллер (нем. Joseph Müller; 1839 — 18 июля 1880, Берлин) — немецкий музыкальный библиограф.
В 1868 году в течение года хранитель Кёнигсбергской государственной и университетской библиотеки, за это время успел составить каталог «Музыкальные сокровища Королевской и университетской библиотеке в Кёнигсберге-Прусском» (нем. Die musikalischen Schaetze der Koeniglichen- und Universitaets-Bibliothek zu Koenigsberg in Pr.: aus dem Nachlasse Friedrich August Gottholds), вышедший в 1870 году в Бонне (переиздания 1924, 1971). Затем в 1871—1875 гг. ответственный редактор «Всеобщей музыкальной газеты». После этого до конца жизни занимал должность секретаря и библиотекаря Берлинской высшей школы музыки. После его смерти его музыкальная библиотека была распродана с аукциона берлинским анктиваром Лео Липманссоном, для чего потребовалось издать каталог (нем. Katalog der Musikalischen Bibliothek des verstorbenen Dr. Joseph Müller) в двух томах, около 100 страниц каждый.